# Häftapparat

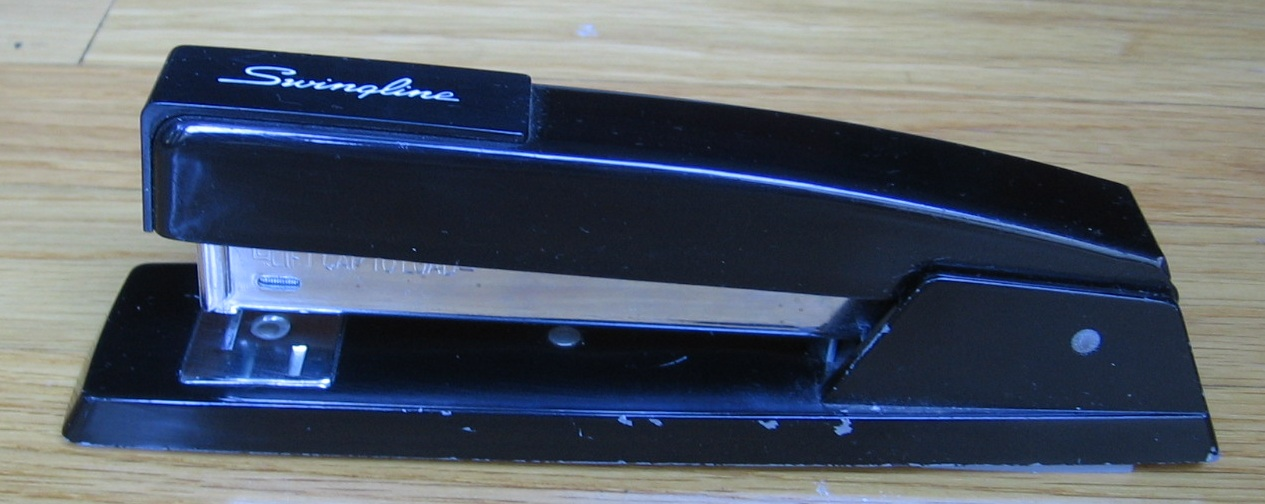
Normalhäftare, en vanlig typ av häftapparat.

Häftapparat är ett enkelt redskap med vilket lösa papper fästs ihop med hjälp av häftklamrar eller liknande. Ordet "häftapparat" är belagt i svenska språket sedan 1915.

## Historia

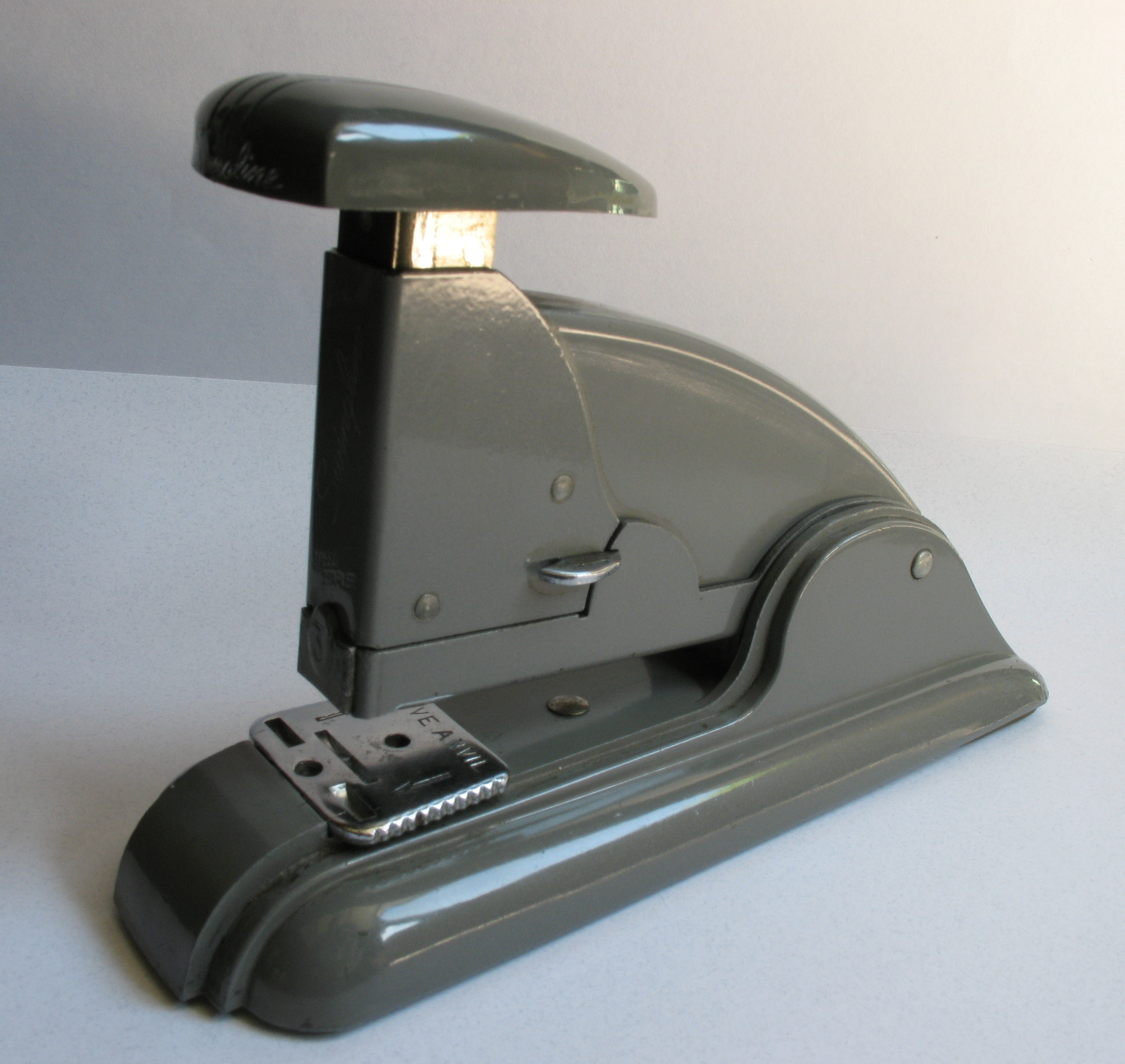
Häftapparaten Swingline Speed Stapler #3.

En form av häftapparat skapades av Novelty Manufacturing Company och patenterades 1866. Visserligen kunde den binda ihop papper med en pärm, men bara hantera en häftklammer åt gången och klarade inte av att fästa häftklammern i papperet. Ett år senare fick George McGill patent på en apparat som använde ett egenskapat pappersfäste. Fortfarande var man tvungen att ladda om apparaten efter varje användning.
Den första "moderna" häftapparaten skapades av EH Hotchkiss Company 1895. Den använde en sammankopplad remsa med böjbara häftklamrar. Problemet var att hanteringen fortfarande var omständlig och kunde kräva både skruvmejsel och hammare. 1937 skapade Jack Linksy häftapparaten Swingline Speed Stapler #3, som man kunde fylla med häftklamrar utan större ansträngning. Den kom att revolutionera marknaden.

## Typer av häftapparater

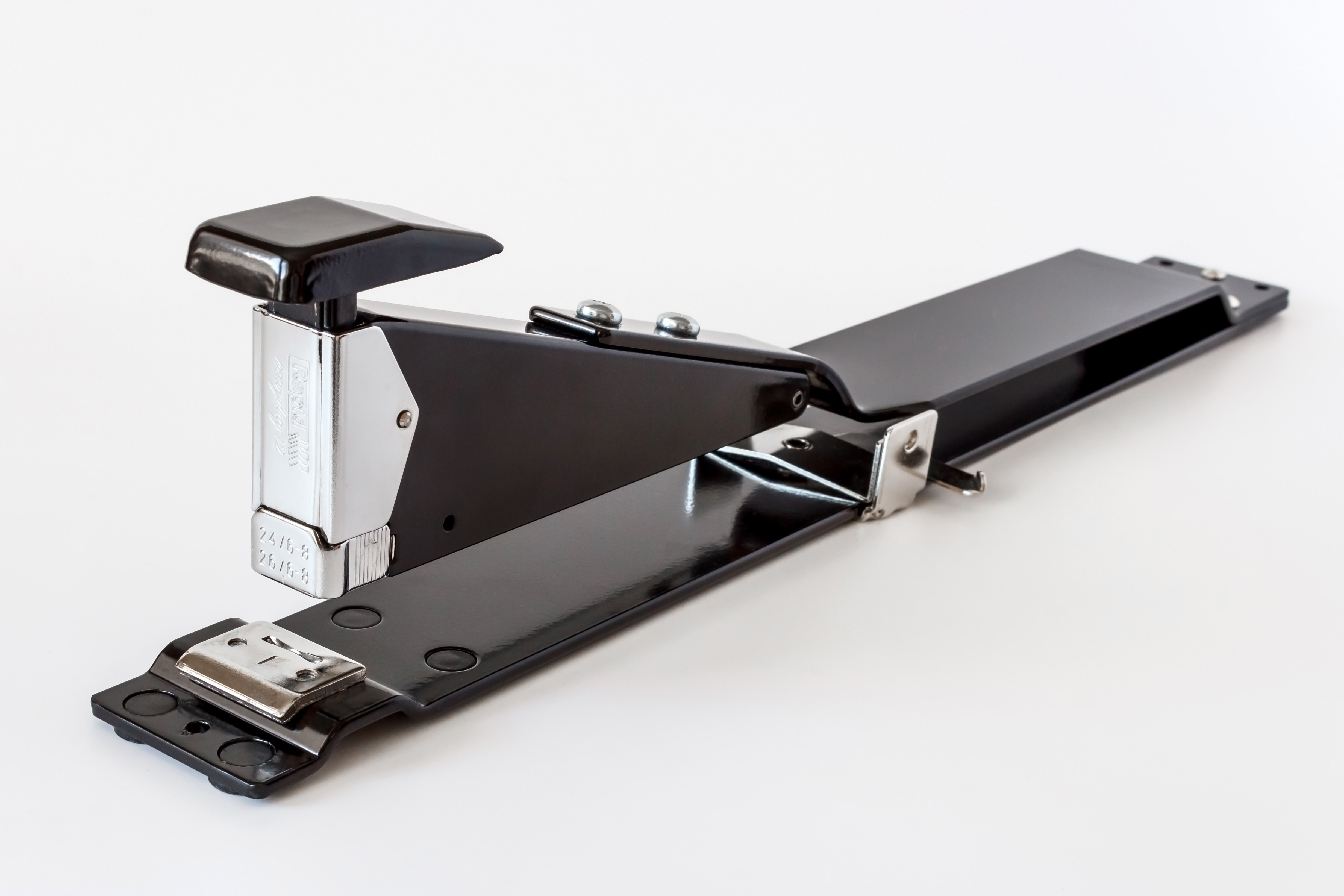
Akthäftare

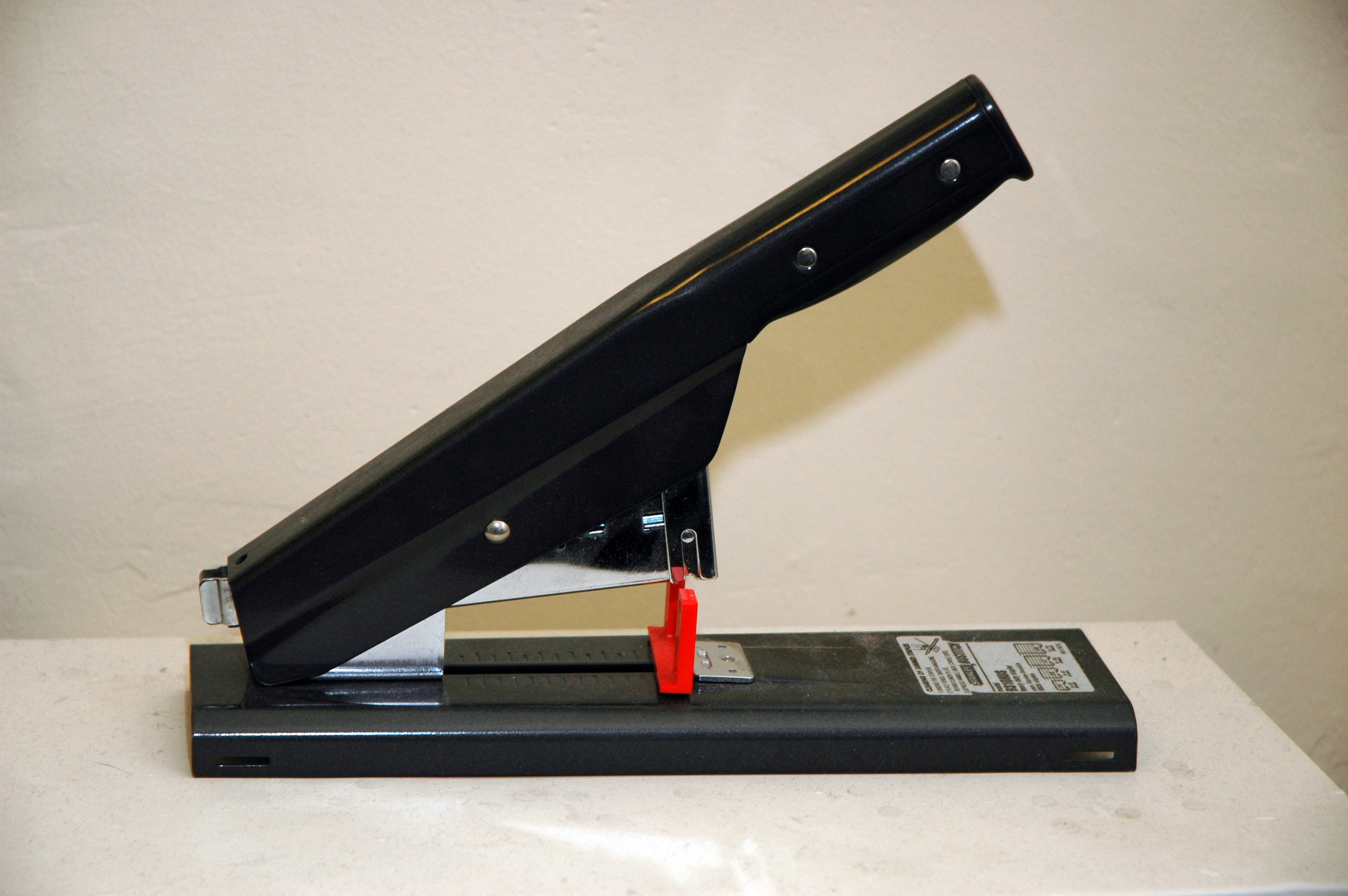
Blockhäftare.

Häftapparater finns av olika slag (de angivna maxsifforna är ungefärliga och varierar beroende på modell och på häftmaterialets tjocklek):
- minihäftare - få papper, enkel att ta med sig (max cirka 10 ark)
- normalhäftare - den vanligaste sorten (max cirka 50 ark)
- ekologisk häftapparat - häftar inte utan flätar ihop papperen
- akthäftare - för stora pappersformat, kommer åt längre in på papperet (max cirka 50 till 100 ark)
- elhäftare - drivs med nätström eller batteri (max cirka 50 till 100 ark)
- blockhäftare - för tjocka buntar (max cirka 200 ark)
- häfttång - för påsar med mera
- häftpistol - automatiska (normalt pneumatiska) som kan häfta tjockare material som trä, läder, gummi och kartong

Häftpistoler kan också användas till andra material, men saknar en bottenplatta som böjer upp stiftet som andra modeller gör. Ett undantag är kartonghäftarna som använder sig av en "klo", som går in och böjer klammern.